# ルイージ・ガルヴァーニ
ルイージ・ガルヴァーニ（Luigi Galvani、1737年9月9日 - 1798年12月4日）はイタリアのボローニャ出身の医師、物理学者である。姓はガルバーニとも表記する。電気磁気学の黎明期においてカエルを用いた電気実験で多大な功績を挙げ、カエル検流器の発明のほか、結果として誤りであったものの動物電気の発見は電気化学や電気生理学分野を生み出すことに貢献した。19世紀初頭には化学生成由来の電気が「ガルヴァーニ電気」と呼ばれ、現代でもガルバニ電池やガルバノメーター（検流計）などに名を残している。

## 前半生
1737年に、当時教皇領であったボローニャにて、ドメニコ・ガルヴァーニとバルバラ・カテリーナ・フォスキの子として誕生する。彼の生家はボローニャ中心部のマルコーニ通り25番地として現存している。父ドメニコは金細工師であり、ガルヴァーニ家からは多くの著名人が輩出された。
ガルヴァーニは「医療電気」の分野に興味を持った。これは1760年代のベルトラン・バホンやラモン・マリア・テルメイヤーによる電気研究や、1770年代のジョン・ウォルシュやヒュー・ウィリアムソンによる電気がもたらす人体への影響の発見などを踏まえて18世紀に誕生した新しい分野であった。

## 動物電気の発見とボルタとの論争

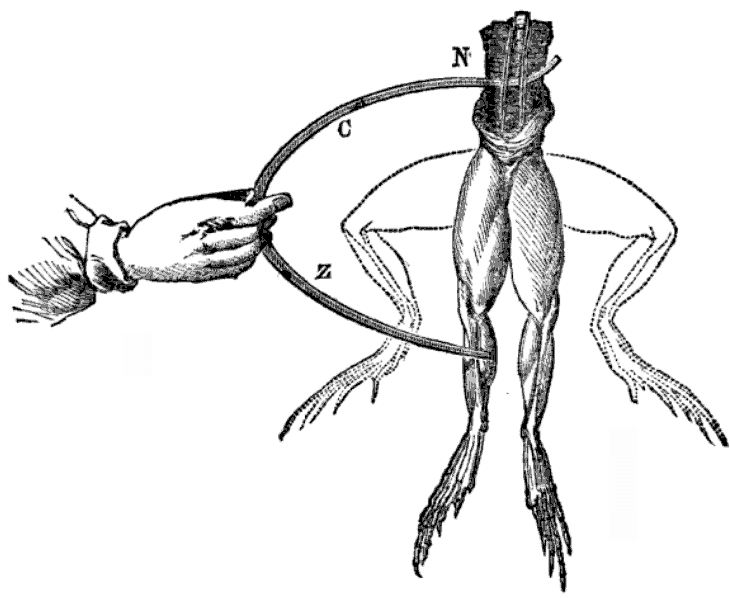
電気を流すとカエルの肢が動くことを示した図

ガルヴァーニは解剖したカエルの肢が電気に反応することを利用してカエル検流器を発明した。1780年代、ガルヴァーニはこの検流器を用いてベンジャミン・フランクリンが1752年に行った凧の実験の追試を行おうとし、装置に解剖したカエルを取り付け、遠方の大気由来の電気（雷のこと）の性質を調べようとした。この時、雷が地面に落ちなくても（つまり大気由来の電流が流れずとも）、カエルの延髄に取り付けられた真鍮のフックと、鉄の手すりが接触した時にもカエルの脚が痙攣することを発見した。その後、条件を変えて追試を行い、これら実験結果からガルヴァーニは、生体には電気を発生させるメカニズムがあり、筋肉を動かすのは電気の力であるとする説を提唱した。彼はこれを「動物電気」（animal electricity）と名付けて、従来において生命力などと呼ばれてきたものの正体だとした。一連の研究成果は1791年に論文として発表された。
当時、パヴィア大学の実験物理学教授であったアレッサンドロ・ボルタは、ガルヴァーニの実験を検証した一人である。当初は動物電気説を支持したが、生体以外の部分に電気の発生由来があるのではないかと疑い、最終的にガルヴァーニが坐骨神経と筋肉を接続するために用いていた金属部分にあたりをつけた。
ここからガルヴァーニは2種類の異なる金属によって電気が生じていると説明することが可能だと結論付けた。この仮説を元にボルタは、1794年にボルタ電堆を発明し、1800年に、さらにこれを改良した最初の化学電池と呼ばれるボルタ電池を発明した。
当時の科学者の間ではガルヴァーニ説とボルタ説で論争になったが、ガルヴァーニ本人は論争には消極的で、もっぱら甥のジョヴァンニ・アルディーニが積極的な擁護者として立ち回った。対するボルタもガルヴァーニに敬意を示し、化学生成由来の電気を自身の名前ではなくガルヴァーニ電気と名付けた。

## 晩年
ガルヴァーニは生涯を通じて生物に対する電気の研究を精力的に行った。1797年にナポレオン・ボナパルトのイタリア遠征によって、その傀儡国家であるチザルピーナ共和国が成立すると、新政府はすべての大学教授にフランスに忠誠を誓うことを義務付けた。ガルヴァーニは他の同僚らと共にこれに反発し、忠誠を拒否した。この結果、新政府は彼の学術的及び公的な地位を剥奪し、経済的支援も凍結した。1798年12月4日、ガルヴァーニは兄弟の家にて、憂鬱と貧困の中で両親に看取られて息を引き取った。

## 後世への影響

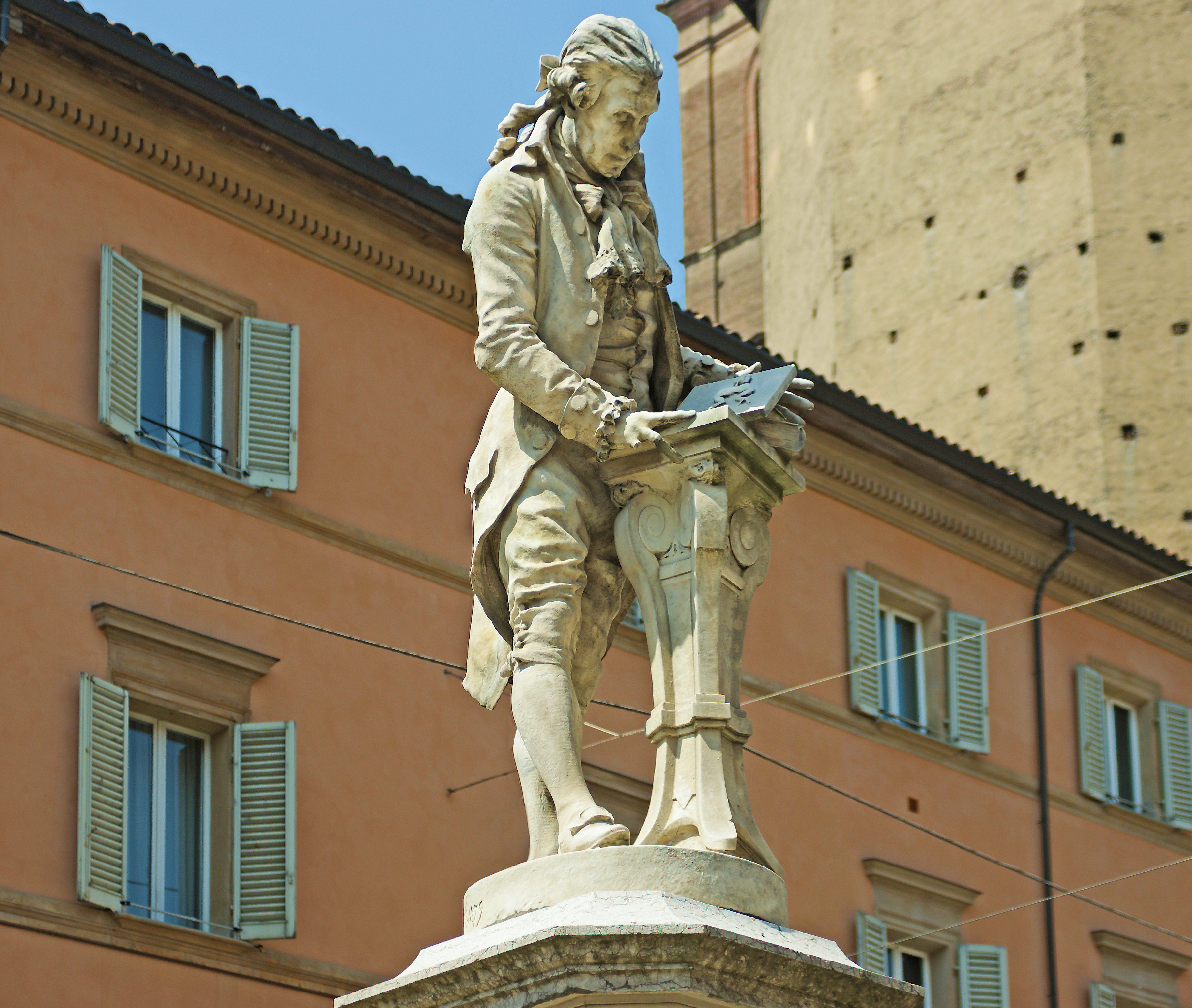
ボローニャのガルヴァーニ広場にあるルイージ・ガルヴァーニのモニュメント

- 動物電気説はメアリー・シェリーの『フランケンシュタイン』（1818年）に着想を与えたと考えられている。作中では直接言及されていないが、創作のきっかけとなったディオダティ荘の怪奇談義における彼女の読書リストのメモ書きにガルヴァーニの論文があった。
- ガルヴァーニの名は、ガルバニ電池、ガルバニ電位、ガルバニック腐食、ガルバノメーター（検流計）、ガルバニゼーション（亜鉛めっき）、ガルバニピンセットなどに残り、英単語には "galvanize" があり、「電気を流す」「奮い立たせる」など多義語として用いられる。また、19世紀前半までは化学生成由来の電気をガルヴァーニ電気といった。
- ボローニャ大学に面したガルヴァーニ広場にあるガルヴァーニの大理石像。手にカエルの脚を載せた板を持っている。
- 月面クレーターの1つにガルヴァーニ（英語版）。また、ガルヴァーニと名付けられた小惑星もある。